# Adonio
L'adonio è un verso della metrica classica greca e latina, composto di un dattilo e di uno spondeo. Secondo un'altra definizione è una dipodia dattilica catalettica in disyllabam in quanto la sillaba finale è anceps e l'ultimo piede può esse inteso come un dattilo catalettico. Era una cadenza veloce composta da solo cinque sillabe. Secondo la tradizione era usato come sorta di ritornello con l'invocazione ad Adone (ὦ τὸν Ἄδωνιν) in alcuni componimenti dal ritmo vivace. Molto usato nella strofa saffica in cui costituiva il quinario di chiusura dopo tre endecasillabi saffici minori.
Esempio nell' "Inno ad Afrodite" di Saffo.
(Prima strofe del Fr. 1 Voigt di Saffo: Inno ad Afrodite)
Compare anche nella metrica italiana dell'Ottocento dei metri barbari di Giosuè Carducci e di Giovanni Pascoli reso con il quinario, piano e anche tronco.